# 侏儒筍螺
侏儒筍螺（学名：Terebra pygmaea）为筍螺科筍螺屬下的一个种。